# 掌長肌
掌長肌 (英文: palmaris longus, or PL muscle) 是位於橈側腕屈肌和尺側腕屈肌之間的一块可見的小肌腱。該肌肉並不普遍存在於人體，世界約14%的人沒有掌長肌。另外, 這個比例在非洲、亞洲和美洲原住民群體中略有不同。 掌長肌的缺失不會影響握力,  但掌長肌的缺失的確會導致第四根和第五根手指的捏力下降。相比於男性, 女性中掌長肌的缺失更為普遍。 
通過觸摸無名指和拇指的指腹並彎曲手腕就可以看到掌長肌。如果存在肌腱，則在前腕中線可見。

## 結構
掌長肌是一塊細長、延伸、紡錘形的肌肉，位於橈側腕屈肌的內側。它的中部最寬，近端和遠端附屬最窄。 
它主要通過屈肌腱從肱骨內上髁產生, 源於鄰近的肌間隔膜和前臂筋膜, 止於細長、扁平的肌腱，越過屈肌支持带的上部並插入屈肌支持带的中部和掌腱膜的下部。通常它會向拇指的短肌肉發送肌腱滑動。 

### 神經源
掌長肌受正中神經支配。 

### 變異

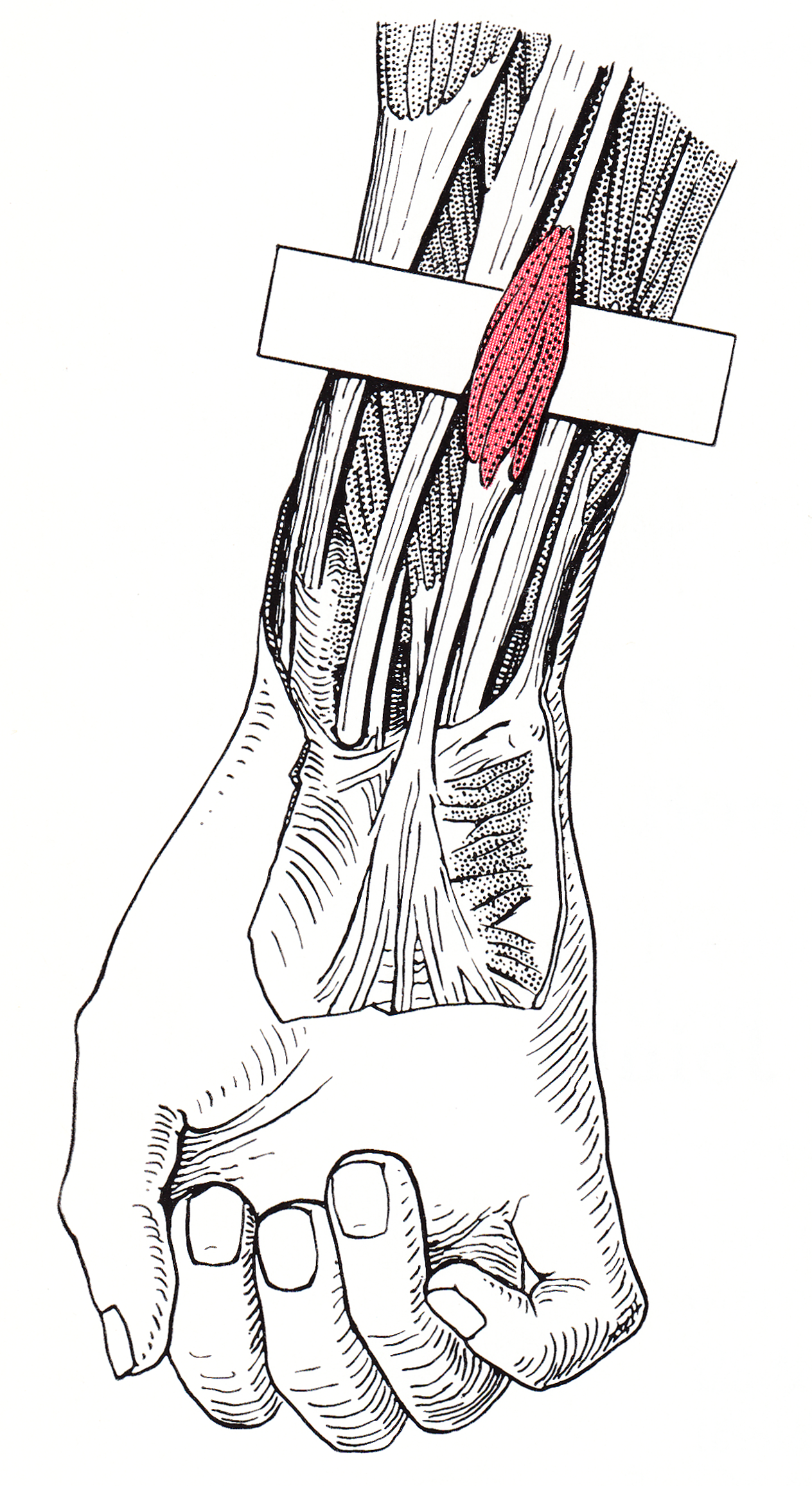
帳長肌：錯位或缺失
如圖所示, 肉质肌腹偶爾會向遠端遷移並靠近手腕上方。
716 個解剖肢體中，有 98 個没有掌長肌（即 358 對肢體中，有 13.7% 不存在掌長肌，雙側肢體均有的共 26 個，僅右側有共 26 个，僅左側有的共 20 个。 （RK George） 。

掌長肌是可變肌肉。最常見的變化是它的缺失。一些體內和體外研究已經記錄了不同種族群體中 PL 肌腱的患病率或缺失。據報道，5.5% 至 24% 的白種人（歐洲和北美）和 4.6% 至 26.6% 的亞洲人（中國人、日本人、印度人、土耳其人、馬來西亞人）缺乏 PL 肌腱。 
與肌肉型狀相關的變異也有發生。可能發生的形變有: 上部是肌腱，下部是肌肉；或者它的中部肌肉发达，上下有肌腱；或者存在两个帶有中部肌腱的肌束；或者它可能僅由腱带组成。肌肉可能是雙重的，或者完全缺失。